# 한국해양교통안전공단
한국해양교통안전공단(Korea Maritime Transportaion Safety Authority)은 선박의 항해와 관련한 안전을 확보하고 선박 또는 선박시설에 관한 기술을 연구ㆍ개발 및 보급함으로써 국민의 생명과 재산을 보호하는 역할을 담당하기 위하여 1979년 1월 설립된 특수법인으로 대한민국 해양수산부 산하 위탁집행형 준정부기관으로 지정되어 있다. 본사가 인천광역시 연수구 갯벌12 갯벌타워에 위치하고 있었으나 2015년 세종특별자치시 아름서길 27 (아름동)으로 이전하였다.

## 설립 근거
- 한국해양교통안전공단법

## 기관 연혁
- 1977년 12월 31일 어선법을 제정ㆍ공포하여 “한국어선협회“ 발족 근거 마련
- 1979년 1월 1일 한국어선협회 설립. 8개 지부, 3개 출장소(어선법 제정)
- 1997년 12월 7일 선박안전법을 개정, 한국어선협회를 확대ㆍ개편하여 “한국선박안전 기술원” 설립 근거 마련
- 1998년 7월 1일 선박안전기술원 설립. 15개 지부, 4개 출장소(선박안전법 개정)
- 1999년 10월 16일 선박검사기술협회로 명칭 변경(선박안전법 개정)
- 2007년 4월 4일 선박안전기술공단 설립(선박안전법 개정)
- 2019년 7월 1일 한국해양교통안전공단 설립(한국해양교통안전공단법 제정)

## 주요 업무
- 해양교통안전에 관한 교육·방송·기술개발
- 선박안전에 관한 국제협약에 따른 기술기준 및 선박검사 제도 연구
- 해양교통안전에 관한 자료의 수집, 조사·연구 및 국제협력
- 선박 검사 및 여객선 안전 운항관리 등 정부업무의 대행·위탁
- 해양교통 및 선박정보시스템 운영과 정보제공
- 선박에 의한 온실가스 및 대기오염물질 배출관리
- 그 밖의 공단의 설립목적을 달성하기 위하여 필요한 사업으로서 공단의 정관으로 정하는 사업

## 조직

### 이사장
기획조정실
성과혁신실

#### 경영본부
- 인재경영실
- 운영지원실(재무회계팀)
- 운영지원실
- 정보보안실

#### 해양교통본부
- 교통정책실(안전진단팀)
- 해양안전실(디지털융합팀)
- 해양환경실

#### 검사본부
- 검사관리실
- 검사기준실(기술연구팀)
- 선박검사선진화T/F
- 기술사업실

#### 운항본부
- 운항정책실
- 운항상황센터

#### 기술연구소
- 안전연구실(어선안전연구팀)
- 선박탄소중립실

#### 감사실
교육법무지원단
경영실적보고서 작성 T/F
연안교통혁신 T/F

## 지사 및 운항센터
- 부산지사 - 부산광역시 영도구 대평남로 8 (구 토토볼링장)
- 부산운항관리센터 - 부산 중구 충장대로 24 부산항연안여객터미널 1층
- 울산지사 - 울산광역시 동구 일산진6길 29 일산웨이브빌딩 3층
- 인천지사 - 인천광역시 중구 서해대로 179번길 57
- 서울출장소 - 서울특별시 영등포구 국회대로70길 19 대하빌딩 10층 1005호, 1006호
- 인천운항관리센터 - 인천시 중구 연안부두로 70 인천항연안여객터미널 3층
- 동해지사 - 강원도 동해시 평원로 46 (동해지방해양수산청 3층)
- 속초출장소 - 강원도 속초시 동해대로 4024, 제일프라자 312호
- 동해운항관리센터 - 강원도 동해시 일출로 22 묵호항연안여객터미널 2층
- 주문진 사무소 - 강원도 강릉시 주문진읍 해안로 1730 강릉시 수협2층
- 보령지사 - 충남 보령시 대천항중앙길 30 대천항연안여객터미널 3층
- 보령운항관리센터 - 충남 보령시 대천항중앙길 30 대천항연안여객터미널 2층
- 태안지사 -  충남 태안군 태안읍 군청 2길 19 어업인회관 1층
- 당진지사 - 충남 당진시 송악읍 고대공단2길 79-33
- 군산지사 - 전북 군산시 해망로 254
- 군산운항관리센터 - 전북 군산시 임해로 378-8
- 목포지사 - 전남 목포시 고하대로 597번길 75-53
- 목포운항관리센터 - 전남 목포시 해안로 182 목포항연안여객터미널 2층
- 여수지사 - 전남 여수시 여서1로 107 여수지방해양항만청사 내
- 여수운항관리센터 - 전남 여수시 여객선터미널길 17 여수연안여객터미널 2층
- 고흥지사 -  전남 고흥군 도양읍 녹동남촌3길 3-10 1층
- 고흥운항관리센터 - 전남 고흥군 도양읍 비봉로 266-16 녹동신항연안여객선터미널 2층 201호
- 완도지사 - 전남 완도군 완도읍 장보고대로 339 신여객선터미널 2층
- 완도운항관리센터 - 전남 완도군 완도읍 장보고대로 339 신여객선터미널 2층
- 포항지사 - 경북 포항시 북구 해안로 44 포항연안여객터미널 2층
- 포항운항관리센터 - 경북 포항시 북구 해안로 44 포항연안여객터미널 1층
- 후포사무소 - 경북 울진군 후포면 울진대게로 169-31, 2층
- 창원지사 -  경남 창원시 마산합포구 해안대로 168 경남항운노조 종합복지관 1층
- 통영지사 - 경남 통영시 통영해안로 240 (통영해양사무소 2층)
- 통영운항관리센터 - 경남 통영시 통영해안로 234 통영항여객선터미널 2층 201호
- 사천지사 - 경남 사천시 어시장길 24-5 삼천포수협 2층
- 제주지사 -  제주도 제주시 임항로 111 제주항연안여객터미널 2층
- 제주운항관리센터 - 제주도 제주시 임항로 111 제주항연안여객터미널 1층
- 중부지사 - 세종특별자치시 아름서길 27 6층

## 같이 보기
- 한국선급
- 한국해양대학교
- 목포해양대학교
- 해양경찰청
- 해양환경관리공단